# Ideciu de Jos
Ideciu de Jos là một xã thuộc hạt Mureș, România. Dân số thời điểm năm 2002 là 1986 người.